# Ava Max
Amanda Ava Koçi, geboren als Amanda Koçi (Milwaukee, 16 februari 1994) en algemeen bekend als Ava Max, is een Amerikaans zangeres van Albanese afkomst. Ze werd in 2018 bekend door haar single Sweet but Psycho, die in veel landen de hitlijsten haalde. In 2019 ontving zij in Nederland twee keer platina voor dit nummer. Haar debuutalbum Heaven & Hell kwam uit in september 2020.

## Levensloop
Amanda Koçi werd op 16 februari 1994 geboren in Milwaukee, de Verenigde Staten, nadat haar Albanese ouders het land in 1991 hadden verlaten vanwege de val van het communisme.

## Carrière
Op 14-jarige leeftijd (2008) koos Koçi de artiestennaam Ava, in 2013 bracht zij haar allereerste nummer Take Away the Pain uit. In juli 2015 werd dit nummer opgepikt door een Canadese duo genaamd "Project 46". Jarenlang werden al haar demo's afgewezen en niet teruggestuurd door platenproducenten en songwriters. Nadat ze eindelijk iemand had gevonden om met haar samen te werken bracht zij in juli 2016 het nummer Anyone but You uit op SoundCloud. Naar aanleiding daarvan kon ze op 22-jarige leeftijd een contract tekenen bij platenmaatschappij Atlantic Records. In augustus 2017 bracht zij het nummer Clap Your Hands uit waarvoor zij twee verschillende melodieën zong.
Haar grote doorbrak was in 2018 toen zij het nummer Sweet but Psycho uitbracht, dit nummer kwam in veel landen op plek één te staan in de hitlijsten, waaronder Nederland, Duitsland, Zwitserland, Oostenrijk, Noorwegen, Zweden, Nieuw-Zeeland en het Verenigd Koninkrijk. Op 23 oktober 2018 was Ava Max te zien in het nummer Make Up van Vice en Jason Derülo en bracht ze samen met David Guetta het nummer Let It Be Me uit.
In maart 2020 had Ava Max een hit met het nummer Kings & Queens, gevolgd door het album Heaven & Hell dat uitkwam in september 2020 en in het Verenigd Koninkrijk de tweede positie haalde. In Nederland kwam het tot de zesde positie. In november 2021 scoorde ze een hit met het nummer The Motto dat zij samen met de Nederlandse dj Tiësto had geschreven en uitgebracht. Het nummer stond drie weken lang op nummer één in de Nederlandse Top 40.

## Artistiek en invloeden
De muziek van Ava Max wordt bestempeld als pop en dance-pop muziek, waarvan haar nummers vaak interpolaties van eerdere nummer bevatten.

### Invloeden
Vaak wordt Ava Max vergeleken met de artiest Lady Gaga in verband met haar muziekgenre, blonde haar, haar persoonlijkheid en de artiestennaam. Chris DeVille bekritiseerde Ava Max haar muziek omdat hij vond dat het te veel leek op wat Lady Gaga maakte en dat haar teksten, productie, melodie, dynamiek en persoonlijkheid tekortschoten. Ava Max reageerde hierop en vertelde dat zij vond dat je niemand moest vergelijken met elkaar omdat ze dezelfde kleur haar hebben of dezelfde popmuziek uitbrengen. Ava Max vertelde dat zij vaak tegen de stroming in gaat en houdt van bizarre kleding of bepaalde dingen die eruit springen om zo de mensen een ervaring te geven. Ze vertelde dat zij geïnspireerd was door de mode van de jaren 90 en noemde Gwen Stefani en Cindy Crawford als invloeden.

## Discografie

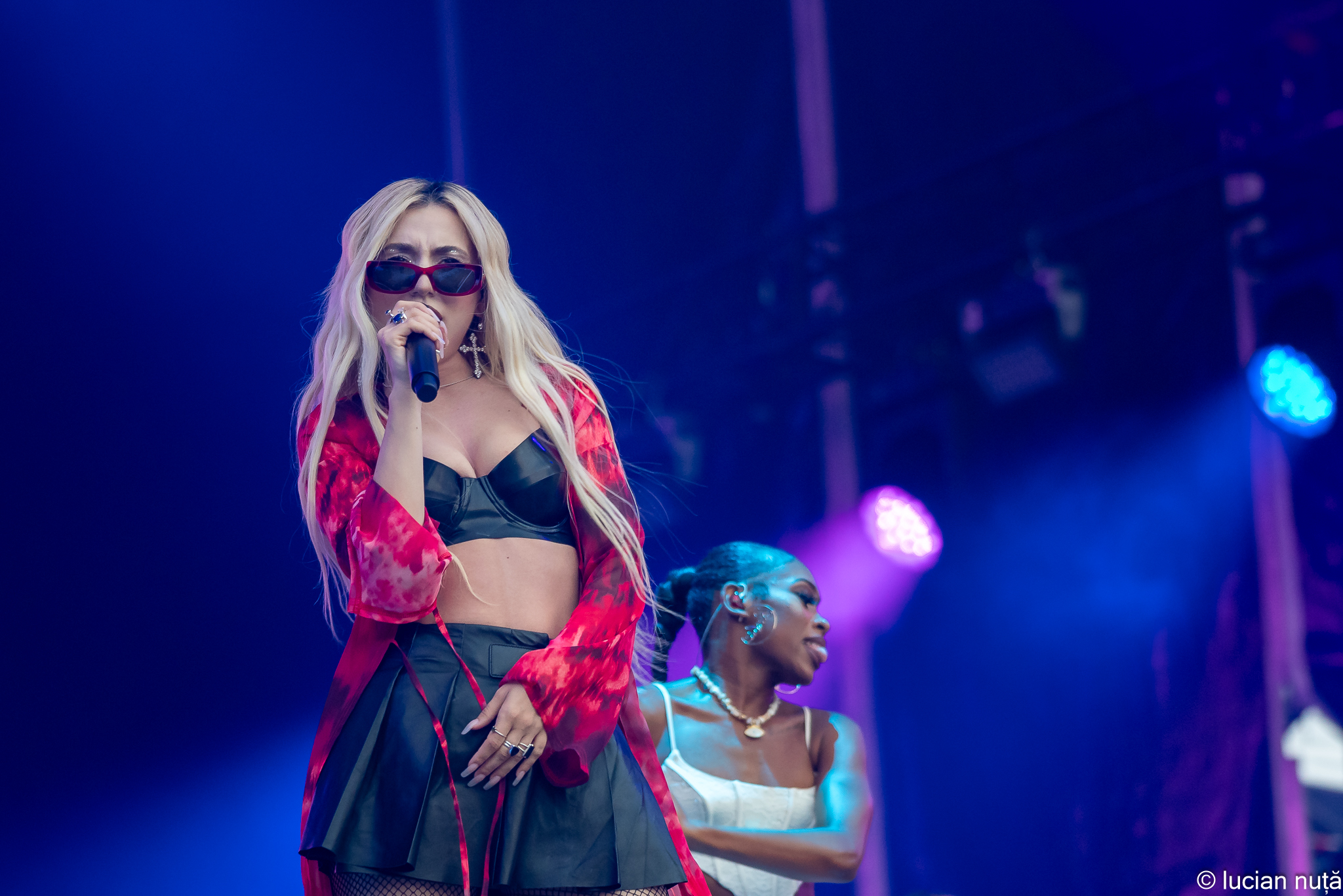
Ava Max tijdens een optreden. (2023)

### Albums
| Album met eventuele hitnotering(en) in de Nederlandse Album Top 100 | Datum van verschijnen | Datum van binnenkomst | Hoogste positie | Aantal weken | Opmerkingen |
| ------------------------------------------------------------------- | --------------------- | --------------------- | --------------- | ------------ | ----------- |
| Heaven & Hell                                                       | 18 september 2020     | 26 september 2020     | 6               | 56*          |             |

| Album met hitnotering(en) in de Vlaamse Ultratop 200 albums | Datum van verschijnen | Datum van binnenkomst | Hoogste positie | Aantal weken | Opmerkingen |
| ----------------------------------------------------------- | --------------------- | --------------------- | --------------- | ------------ | ----------- |
| Heaven & Hell                                               | 18 september 2020     | 26 september 2020     | 7               | 112*         |             |
| Diamonds & Dancefloors                                      | 27 januari 2023       | 04 februari 2023      | 11              | 18*          |             |

### Singles
| Single met eventuele hitnotering(en) in de Nederlandse Top 40 | Datum van verschijnen | Datum van binnenkomst | Hoogste positie | Aantal weken | Opmerkingen                                           |
| ------------------------------------------------------------- | --------------------- | --------------------- | --------------- | ------------ | ----------------------------------------------------- |
| Sweet but Psycho                                              | 17-08-2018            | 10-11-2018            | 1(3wk)          | 26           | Alarmschijf / Nr. 4 in de Single Top 100 / 3x Platina |
| So Am I                                                       | 07-03-2019            | 06-04-2019            | 10              | 19           | Nr. 23 in de Single Top 100                           |
| Torn                                                          | 19-08-2019            | 24-08-2019            | tip3            | -            |                                                       |
| Alone, Pt. II                                                 | 27-12-2019            | 11-01-2020            | 6               | 27           | met Alan Walker / Nr. 15 in de Single Top 100         |
| Salt                                                          | 12-12-2019            | 23-05-2020            | 16              | 21           | Nr. 35 in de Single Top 100                           |
| Kings & Queens                                                | 12-03-2020            | 08-08-2020            | 3               | 19           | Alarmschijf / Nr. 9 in de Single Top 100              |
| Who's Laughing Now                                            | 30-07-2020            | 07-11-2020            | 12              | 20           | Nr. 55 in de Single Top 100                           |
| Christmas Without You                                         | 2020                  | 12-12-2020            | 19              | 4            | Nr. 69 in de Single Top 100                           |
| My Head & My Heart                                            | 2021                  | 20-02-2021            | 20              | 6            | Nr. 31 in de Single Top 100                           |
| EveryTime I Cry                                               | 2021                  | 26-06-2021            | 22              | 15           | Nr. 62 in de Single Top 100                           |
| The Motto                                                     | 2021                  | 20-11-2021            | 1(3wk)          | 27           | met Tiësto / Alarmschijf                              |
| Maybe You're the Problem                                      | 2022                  | 06-05-2022            | 20              | 16           | met / Alarmschijf                                     |
| Million Dollar Baby                                           | 2022                  | 16-09-2022            | 27              | 7            |                                                       |
| Car Keys                                                      | 2023                  | 30-06-2023            | 10              | 25           | met Alok                                              |
| Whatever                                                      | 2024                  | 26-01-2024            | 13              | 15           | met Kygo                                              |

| Single met hitnotering(en) in de Vlaamse Ultratop 50 | Datum van verschijnen | Datum van binnenkomst | Hoogste positie | Aantal weken | Opmerkingen             |
| ---------------------------------------------------- | --------------------- | --------------------- | --------------- | ------------ | ----------------------- |
| Sweet but Psycho                                     | 17 augustus 2018      | 3 november 2018       | 1(15wk)         | 36           | 3x Platina              |
| Make Up                                              | 2018                  | 17 november 2018      | tip             | -            | met Vice & Jason Derulo |
| So Am I                                              | 7 maart 2019          | 20 april 2019         | 13              | 23           | Goud                    |
| Torn                                                 | 19 augustus 2019      | 7 september 2020      | tip             | -            |                         |
| Slow Dance                                           | 2019                  | 9 november 2019       | tip             | -            | met AJ Mitchell         |
| Salt                                                 | 12 december 2019      | 4 januari 2020        | tip23           | -            |                         |
| Alone, Pt. II                                        | 27 december 2019      | 1 februari 2020       | 8               | 23           | met Alan Walker / Goud  |
| Kings & Queens                                       | 12 maart 2020         | 27 juni 2020          | 4               | 26           | Goud                    |
| Who's Laughing Now                                   | 30 juli 2020          | 7 november 2020       | 8               | 18           |                         |
| Christmas Without You                                | 2020                  | 2 januari 2021        | 42              | 1            |                         |
| My Head & My Heart                                   | 2021                  | 20 maart 2021         | 23              | 10           |                         |
| The Motto                                            | 2021                  | 20-11-2021            | 3               | 33           | met Tiësto              |
| Maybe You're the Problem                             | 2022                  | 16-05-2022            | 22              | 14           |                         |
| Million Dollar Baby                                  | 2022                  | 16-09-2022            | 12              | 18           |                         |
| Weapons                                              | 2022                  | 11-11-2022            | 32              | 3            |                         |
| Choose Your Fighter                                  | 2023                  | 26-08-2023            | 47              | 1*           |                         |
| Whatever                                             | 2024                  | 26-01-2024            | 20              | 20           | met Kygo                |

### NPO Radio 2 Top 2000
Van Ava Max stond alleen Kings & Queens in 2021 in de NPO Radio 2 Top 2000, op plek 1918.